# Carrer del Born (Santpedor)
El Carrer del Born és un edifici del municipi de Santpedor (Bages) inclosa en l'Inventari del Patrimoni Arquitectònic de Catalunya.

## Descripció
El carrer estret de cases entre mitgeres segurament de disseny medieval però amb els actuals habitatges construït i remodelats al segle xviii. Al carrer s'hi entra per un pas format per un arc apuntat amb massisses dovelles i rebaixat a l'interior sobre el qual s'han ampliat els habitatges amb una construcció de dos pisos.

## Història
La vila de Santpedor va néixer a redós de l'església de Sant Pere la qual tenia documentada el 1081, la seva sagrera. L'any 1192 el rei Alfons I atorga a la vila una Carta de Franqueses, inici del creixement medieval i dels privilegis i mercat setmanal, fira anual, forn i mínima organització municipal. Sembla que al segle xii la vila de Santpedor era ja fortificada car al s.XIII és esmentat ja el vall antic i molts carrers. La definitiva fortificació, la que deuria marcar el ritme del creixement la distribució dels futurs habitatges fou la del segle xiv que suposà la remodelació total de la vila i el patró pel creixement posterior. A partir d'aquesta fortificació al segle xviii deuria remodelar-se la vila amb una munió de noves construccions.